# 腓特烈五世 (索倫伯爵)
腓特烈五世（德語：Friedrich V. von Zollern，？－1289年5月24日），索倫伯爵，腓特烈四世之子，1255年至1289年在位。

## 家庭
1258年，腓特烈五世與迪林根的烏迪希爾德結婚，兩人共有3子2女：
1. 腓特烈六世（—1298年）
2. 腓特烈（—1304年）
3. 腓特烈（—1302/03年）
4. 阿德海德（—1308年）
5. 薇爾堡（—約1300年）